# Girolamo Belli
Pour les articles homonymes, voir Belli.
Girolamo Belli, né en 1552 et mort vers 1620, est un compositeur et professeur de musique italien de la fin de la Renaissance. Il a étudié avec Luzzasco Luzzaschi, et est de fait étroitement lié à l'École de Ferrare des années 1580. Belli est remarqué par ses contemporains pour ses madrigaux et sa musique sacrée. 

## Biographie
Belli est né à Argenta, ville au sud-est de Ferrare. Il commence son éducation musicale auprès de Luzzaschi. Dans sa jeunesse, il s'installe à Mantoue chanter au sein de la chorale privée du Duc de Gonzague, puis part pour Rome. Vers 1580 il se rend à Ferrare, alors foyer musical majeur de la fin du XVIe siècle, sous le mécénat de la famille régnante, la Maison d'Este. Il commence à y composer des madrigaux dans le style pré-baroque, monodique de Luzzaschi.
Belli semble ne pas avoir réussi à obtenir un poste pérenne à la cour de Ferrare. On suppose qu'il a ponctuellement été, à la fin des années 1580, de nouveau au service des Gonzague à Mantoue, mais les dates exactes de son nouveau séjour ne nous sont pas connues.
Il a ensuite passé la plus grande partie du reste de sa vie à Argenta, en qualité de maestro di capella et professeur de musique. Le rayonnement de la cité restait néanmoins dans l'ombre des autres foyers artistiques de la région tels que Ferrare, Venise, et la renommée de Belli n'atteignit jamais celle de certains de ses contemporains. Membre de l'Accademia degli Intrepidi, il resta ainsi lié à Ferrare jusqu'à sa mort, bien que la scène musicale ferraraise ait fortement décliné après le rattachement de Ferrare aux États pontificaux en 1597.
Belli est vraisemblablement décédé à Argenta vers 1620.

## Œuvre
Belli a composé des pièces sacrées et profanes. Du fait de son séjour romain, sa musique sacrée, conservatrice, est fortement inspirée de l’École romaine. A contrario, ses pièces séculaires, plus particulièrement ses madrigaux, sont écrits dans le style progressiste de l’École de Ferrare, annonciateur du Baroque. La majeure partie de ses compositions, publiées à Venise ou Ferrare, est perdue.
Les pièces sacrée de Belli comprennent des psaumes, des Magnificats, des Sacrae cantiones (inspirées des madrigali spirituali, mais dans le cas de Belli, les morceaux sont destinés jusqu'à dix voix), et un livre (perdu) de messes. Stylistiquement, elles sont en contrepoint, à la manière de Palestrina, et parfois polychorales, selon les canons de l’École vénitienne, mais sans faire usage d'une surabondance d'instruments et d'effets d'écho qui la caractérisent habituellement.
Ses madrigaux, écrits dans le style de Luzzaschi, sont bien plus célèbres. Belli a publié plusieurs livres de madrigaux et canzonette : au moins sept, dont l'existence nous est connue, sont perdus. Cinq livres de madrigaux à cinq et six voix, et un livre de canzonette à quatre voix, nous sont parvenus. Ses publications courent des débuts de sa carrière (première publication à Ferrare en 1583) à la fin de sa vie : sa dernière est son neuvième livre de madrigaux, à cinq voix ou instruments, en 1617 à Venise. Dans ce dernier ouvrage, Belli laisse transparaître sa dette envers Luzzaschi : quatre pièces y figurant incluent des emprunts, qu'il reconnaît, au maître.
Quelques-uns des madrigaux des livres perdus ont été copiés par Francis Tregian, copiste supposé du Fitzwilliam Virginal Book, alors qu'il séjournait en prison. Ses copies sont conservées dans un manuscrit aujourd'hui à la British Library (GB-Lbl)